# Biblioteka Ahmeda III
Biblioteka Ahmeda III – biblioteka znajdująca się pośrodku Trzeciego Dziedzińca Pałacu Topkapı w Stambule w Turcji.

## Historia
Stanowi przykład tureckiej architektury świeckiej. Budynek zbudowano w 1719 roku, w erze tulipanów z białego marmuru z portykiem. Zwieńczona jest kopułą główną i mniejszymi kopułkami. Ściany wnętrza są zdobione kafelkami fajansowymi z Iznik. W bibliotece przechowywany jest księgozbiór liczący 6000 woluminów i cenna kolekcja rękopisów.